# Catophoenissa albicentra
Catophoenissa albicentra är en fjärilsart som beskrevs av Emilio Ureta 1956. Catophoenissa albicentra ingår i släktet Catophoenissa och familjen mätare. Inga underarter finns listade i Catalogue of Life.